# Pratt & Whitney R-2800 Double Wasp
Le Pratt & Whitney R-2800 Double Wasp est un moteur aéronautique à pistons refroidi par air, à 18 cylindres en double étoile, avec une cylindrée de 46 litres (2 800 pouces cubes). Il fait partie de la grande famille des moteurs Wasp.
Le R-2800 est considéré comme l'un des meilleurs moteurs à pistons en étoile jamais conçu et se distingue par sa vaste utilisation sur de nombreux modèles d'avions américains pendant et après la Seconde Guerre mondiale.
Durant les années de guerre, Pratt & Whitney continua à développer ce moteur avec de nouveaux perfectionnements, notamment l'injection d'eau afin de donner plus de puissance au décollage dans les applications civiles, ou en urgence au combat.

## Conception et développement
Ayant tourné pour la première fois au banc en 1937, le R-2800 fut l'un des premiers modèles de moteur en étoile à 18 cylindres conçu en Amérique - l'autre étant le Wright Duplex-Cyclone de 3 347 in3 (54,86 L). À cette époque, le seul moteur de classe équivalente était le Gnome et Rhône 18L français homologué en 1936, mais le R-2800 était beaucoup plus petit que ses compétiteurs, rendant la dissipation thermique encore plus problématique.
Pour permettre un refroidissement plus performant, la pratique habituelle des ailettes venues de fonderie, bien que suffisamment efficace sur d'autres moteurs, fût rejetée. À la place, les culasses étaient formées à partir d'un bloc d'alliage léger forgé, où les ailettes étaient directement usinées dans la masse. Elles étaient ainsi à la fois plus fines et plus rapprochées. Les ailettes étaient toutes fraisées en même temps par un ensemble de scies circulaires guidées automatiquement, de façon que le fond des rainures suive le contour de la culasse. Cette technologie était déjà celle employée par l'ingénieur britannique Roy Fedden dans sa lignée de moteurs sans soupapes (dont le plus connu est le Bristol Hercules). Les idées de Fedden étaient très appréciées aux États-Unis.
Le refroidissement des cylindres était assuré par des manchons ailettés en aluminium, sertis sur des chemises en alliage d'acier forgé.
En plus d'exiger une nouvelle conception des culasses, le plus difficile fut probablement de diriger efficacement le flux d'air de refroidissement autour du moteur.
Lorsque le R-2800 a été présenté en 1939, il était capable de produire 2 000 ch (1 500 kW), pour une puissance spécifique de 32,6 kW/l. La conception de moteurs en étoile refroidis par air conventionnel était alors devenue si complexe que le Double Wasp fut présenté avec un niveau de puissance qui ne se prêterait pas à des augmentations importantes, contrairement aux moteurs de génération antérieure. Néanmoins, en 1941, la puissance des moteurs de série fut portée à 2 100 ch, puis 2 400 ch à la fin de la guerre. Des modèles expérimentaux, à refroidissement forcé, donnèrent 2 800 ch avec du carburant à 115 d'octane.
Les techniciens de Republic Aircraft Corporation ont fait tourner le moteur à des pressions de suralimentation extrêmes, à 3 600 ch pendant 250 heures sans échec avec de l'essence aviation d'indice d'octane 100. Mais d'une façon générale, le R-2800 fut un moteur entièrement développé dès le début.
Le R-2800 a été utilisé pour propulser plusieurs types de chasseurs et bombardiers moyens au cours de la guerre, notamment le Vought F4U Corsair de l' US Navy dont le prototype fut le premier monomoteur américain à dépasser 640 km/h en palier en octobre 1940. Le R-2800 a également propulsé le Grumman F6F Hellcat, le Republic P-47 Thunderbolt de l' US Army Air Forces, les bimoteurs Martin B-26 Marauder et Douglas A-26 Invader ainsi que le premier chasseur de nuit équipé de radar, le Northrop P-61 Black Widow. Lorsque les États-Unis entrèrent en guerre en décembre 1941, il y eut de rapides changement de philosophie et des moteurs bien établis comme les Wright Cyclone et Double Wasp ont été re-testés et certifiés avec un carburant d'indice d'octane supérieur (réduisant la détonation) pour donner beaucoup plus de puissance, et, en 1944, la version du R-2800 sur le dernier modèle du P-47 (et d'autres avions) a été homologué, à titre expérimental, à 2 800 ch avec carburant d'indice 115 et injection d'eau.
Après la Seconde Guerre mondiale, le moteur a été utilisé dans la Guerre de Corée, et le surplus d'avions de la Seconde Guerre mondiale propulsés par les Double Wasp ont servi dans d'autres pays bien après. Certains ont été réformés à la fin des années 1960, lorsque les avions ont été remplacés.

### Temps de paix
Les moteurs gagnent en puissance au cours de leur développement, mais une guerre majeure exige que les meilleures performances soient tirées de moteurs équipant des avions dont la durée de vie en première ligne avait assez peu de chances de dépasser 50 heures sur une période de seulement un mois ou deux.
Au contraire, en temps de paix la demande porte avant tout sur la fiabilité, qui doit s'étendre sur une douzaine d'années. La fiabilité du R-2800 amena son utilisation pour des patrouilleurs longue distance et pour les avions de transport Douglas DC-6, Martin 4-0-4 et Convair 240.
Aujourd'hui, plus de soixante-quinze ans après la construction du premier Double Wasp, le moteur est encore utilisé dans de nombreux warbird restaurés et montrés dans des Meeting aériens, et on le voit encore fréquemment en service dans le monde entier sur des avions comme le Canadair CL-215 bombardier d'eau. En outre, de nombreux R-2800 continuent de propulser des DC-6 de fret ou tankers dans des endroits tels que l'Alaska. Un total de 125 334 moteurs R-2800 ont été construits entre 1939 et 1960.

## Utilisations

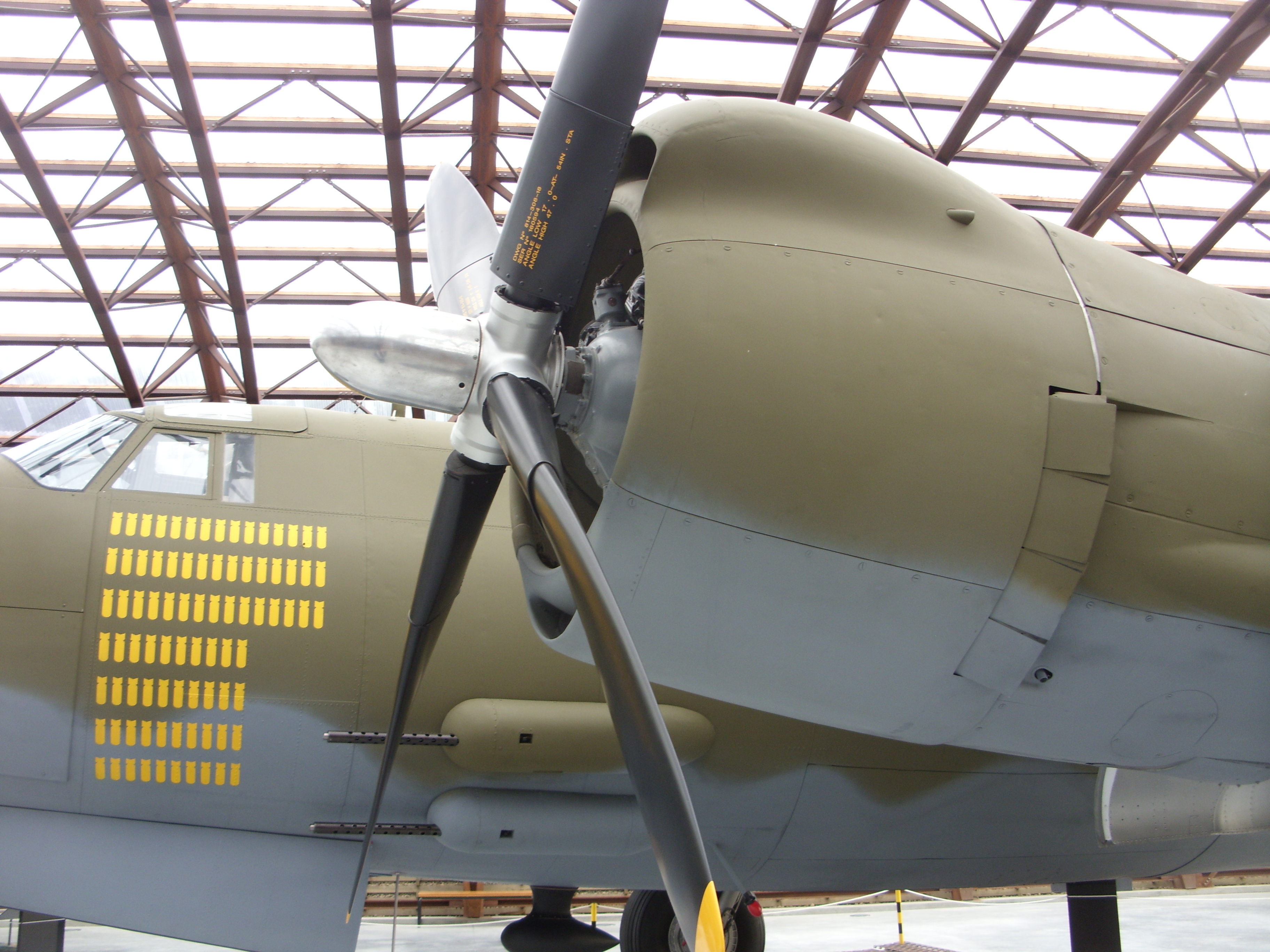
Martin B-26 Marauder

Liste partielle des avions motorisés par le R-2800 (et quelques prototypes l'ayant utilisé):
- Brewster XA-32 (en)
- Breguet Deux-Ponts
- Canadair CL-215
- Canadair C-5 North Star
- Consolidated TBY Sea Wolf
- Convair 240, 340, and 440
- Curtiss P-60
- Curtiss XF15C
- Curtiss C-46 Commando
- Douglas A-26 Invader
- Douglas DC-6
- Fairchild C-82 Packet
- Fairchild C-123 Provider
- Grumman AF Guardian
- Grumman F6F Hellcat
- Grumman F7F Tigercat
- Grumman F8F Bearcat
- Howard 500
- Lockheed Ventura/B-34 Lexington/PV-1 Ventura/PV-2 Harpoon
- Lockheed XC-69E Constellation
- Martin B-26 Marauder
- Martin 2-0-2
- Martin 4-0-4
- North American AJ Savage
- North American XB-28
- Northrop XP-56 Black Bullet
- Northrop P-61 Black Widow
- Northrop F-15 Reporter
- Republic P-47 Thunderbolt
- Sikorsky CH-37 Mojave
- Sikorsky S-60 (en)
- Vickers Warwick
- Vought F4U Corsair
- Vultee YA-19B (en)